# Illa Tortuga (Galápagos)
Tortuga - també Brattle- és una illa equatoriana pertanyent a l'arxipèlag de les Galápagos. La petita illa, d'unes 130 hectàrees (1,3 km²), és d'origen volcànic i està ubicada molt a prop de la més gran del conjunt (l'illa Isabela), específicament al sud-est d'aquesta última, a les coordenades geogràfiques 1° 00′ 33″ S, 90° 52′ 22″ O / 1.00917°S,90.87278°O Es creu que va ser descoberta el març de 1535, i va ser incorporada a l'Equador el 1832.